# Østre Toten
Østre Toten ist eine Kommune im norwegischen Fylke Innlandet. Die Kommune hat 14.827 Einwohner (Stand: 1. Januar 2025). Verwaltungssitz ist die Ortschaft Lena. Østre Toten ist eine bedeutende Landwirtschaftskommune.

## Geografie

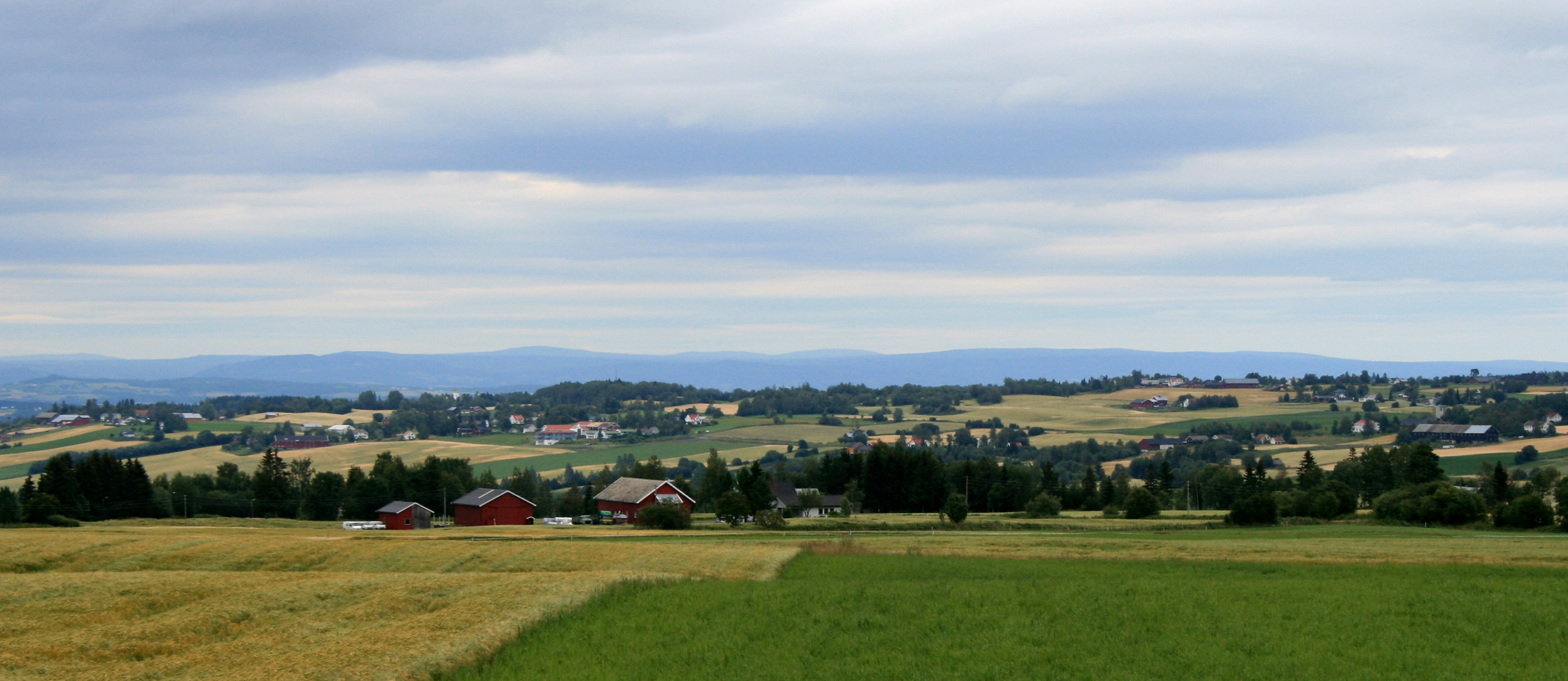
Østre Toten

Die Kommune Østre Toten liegt im Süden des Fylkes Innlandet am Westufer des Sees Mjøsa. Dieser ist der flächenmäßig größte See Norwegens. Østre Toten grenzt im Nordosten an Ringsaker, im Osten an Stange, im Südosten an Eidsvoll, im Süden an Hurdal, im Westen an Vestre Toten sowie im Nordwesten an Gjøvik. Die Grenzen zu Ringsaker und Stange im Osten verlaufen vollständig im Mjøsa. Die beiden südlichen Nachbarkommunen Hurdal und Eidsvoll liegen im Nachbarfylke Akershus. Durch Østre Toten fließen mehrere Flüsse, die in den Mjøsa münden. Zu diesen gehört die Lenaelva. Die Gesamtfläche der Kommune beträgt 562,52 km², wobei Binnengewässer zusammen 77,09 km² ausmachen.
Das Terrain der Kommune ist von Hügeln geprägt. Die Erhebung Torsæterkampen stellt mit einer Höhe von 840,8 moh. den höchsten Punkt der Kommune Østre Toten dar.

## Einwohner
Nach dem Ende des Zweiten Weltkriegs stieg die Zahl der Einwohner nahezu kontinuierlich an. Lediglich in den 1990er-Jahren kam es zu einem Rückgang. Die meisten Einwohner leben im gut für die Landwirtschaft geeigneten Norden der Kommune. In der Kommune liegen mehrere sogenannte Tettsteder, also mehrere Ansiedlungen, die für statistische Zwecke als eine städtische Siedlung gewertet werden. Diese sind Kapp mit 2172, Sletta mit 305, Lena mit 1393, Starum mit 358, Skreia mit 1036, Lensbygda mit 492, Kolbu mit 637 und Nordlia mit 683 Einwohnern (Stand: 1. Januar 2024).
Die Einwohner der Gemeinde werden Østretotning genannt. Offizielle Schriftsprache ist wie in vielen Kommunen in Innlandet Bokmål, die weiter verbreitete der beiden norwegischen Sprachformen.
| Jahr          | 1986   | 1990   | 1995   | 2000   | 2005   | 2010   | 2015   | 2020   | 2025   |
| ------------- | ------ | ------ | ------ | ------ | ------ | ------ | ------ | ------ | ------ |
| Einwohnerzahl | 14.114 | 14.303 | 14.258 | 14.103 | 14.604 | 14.518 | 14.796 | 14.973 | 14.827 |

## Geschichte

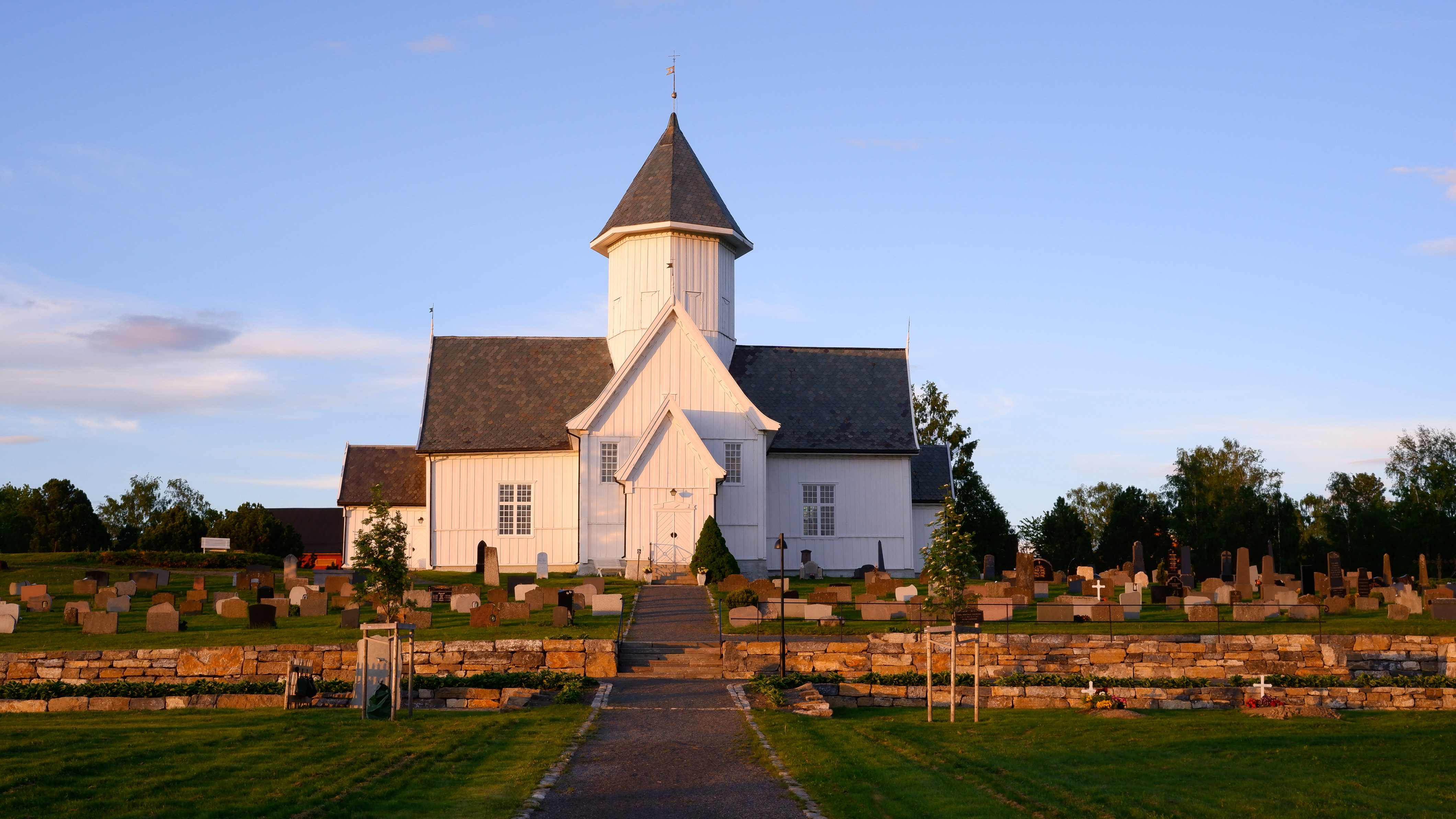
Die Kolbu kirke

Die Kommune Østre Toten entstand im Rahmen der Einführung der lokalen Selbstverwaltung im Jahr 1837. Im Jahr 1875 gingen einige Höfe von Østre Toten an Vestre Toten und umgekehrt über. Die genauen Änderungen sind unbekannt. Ein von 49 Personen bewohntes Gebiet ging im Jahr 1896 an die Kommune Vardal über. Zum 1. Januar 1964 wurde Kolbu mit zu diesem Zeitpunkt 2906 Einwohnern in Østre Toten eingemeindet. Østre Toten hatte vor der Eingemeindung 10.661 Einwohner. Später kam es erneut zu kleineren Grenzänderungen zwischen Østre und Vestre Toten. Bis zum 31. Dezember 2019 gehörte Østre Toten dem damaligen Fylke Oppland an. Dieses ging im Zuge der Regionalreform in Norwegen in das zum 1. Januar 2020 neu geschaffene Fylke Innlandet über.
In der Kommune liegen mehrere Kirchen. Die Balke kirke ist eine Kirche aus dem Jahr 1170. Aus dem Jahr 1730 stammt die Kolbu kirke. Die Holzkirche hat einen kreuzförmigen Grundriss. Der Kirchturm ist achteckig. Aus der Zeit um 1200 stammt die Hoff kirke. Die Kirche brannte um das Jahr 1500 sowie um das Jahr 1700 ab. Beim Wiederaufbau wurde die Kirche stark umgebaut. Weitere Kirchen sind die Totenviken kirke, die Kapp kirke und die Nordlien kirke.
Die hier aufgefundene Lanzenspitze von Øvre Stabu mit Inschrift aus dem 2. Jahrhundert gilt als eines der ältesten überlieferten Objekte mit Runeninschriften.

## Wirtschaft und Infrastruktur

### Verkehr
Das Straßennetz im dichter besiedelten Norden der Kommune ist weit dichter als das im Süden. Mehrere Straßen führen in den Westen zum durch die Nachbarkommune Vestre Toten verlaufenden Riksvei 4. Dieser stellt unter anderen die Verbindung Richtung Süden in den Raum Oslo sowie Richtung Norden zu den Städten Raufoss und Gjøvik her. Von 1902 bis 1963 war die Bahnstrecke Reinsvoll–Skreia in Betrieb. Mehrere der Ortschaften in der Kommune wuchsen aufgrund von Bahnhöfen an der Bahnlinie heran.

### Wirtschaft

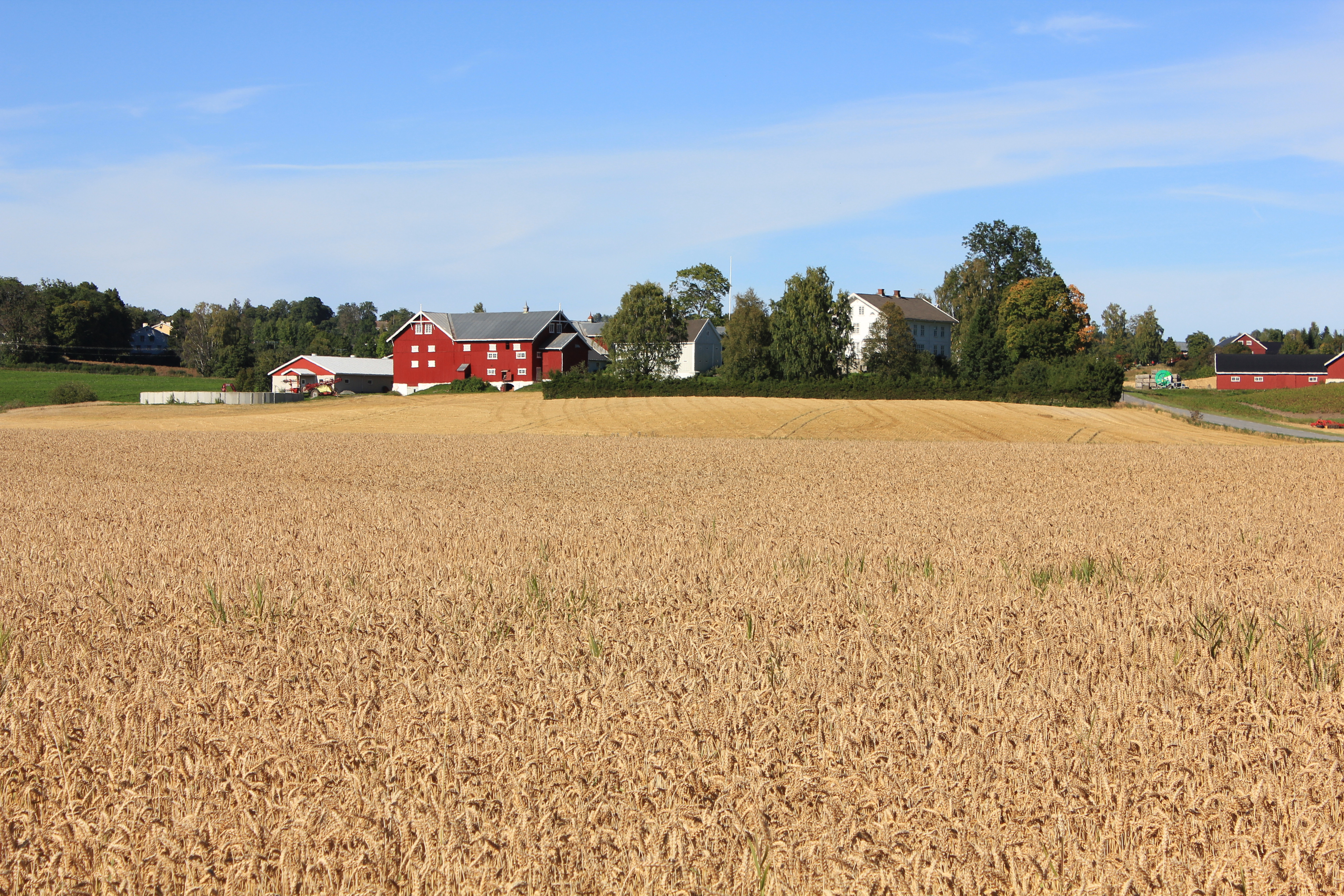
Bauernhof in Østre Toten

Østre Toten gehört im Bereich der Landwirtschaft zu den bedeutendsten Kommunen Norwegens. Die Hofgrößen sind für norwegische Verhältnisse überdurchschnittlich. Typisch sind sowohl der Anbau von Getreide, Kartoffeln und Gemüse sowie die Tierhaltung. Es werden unter anderem Rinder, Schweine, Schafe und Hühner gehalten. Auch für die Industrie hat die Landwirtschaft eine große Bedeutung. So ist die Lebensmittelindustrie stark vertreten und es werden Kartoffelchips, Kartoffelmehl und andere Fertigprodukte hergestellt. Aber auch die Holzindustrie ist mit einem Sägewerk vertreten. Im Jahr 2021 arbeiteten von rund 7350 Arbeitstätigen nur etwa 3500 in Østre Toten selbst. 1860 Personen pendelten in die Nachbarkommune Gjøvik und rund 970 nach Vestre Toten. Die weiteren Pendler verteilten sich auf Kommunen wie Oslo und Ringsaker.

## Wappen
Das seit 1987 offizielle Wappen der Kommune zeigt eine silberne Kartoffelpflanze auf grünem Hintergrund. Das Wappen soll die Bedeutung der Landwirtschaft verdeutlichen.

## Persönlichkeiten
- Hans Skramstad († 1839), Komponist und Pianist
- Christian Delphin Wexelsen (1830–1883), Landschaftsmaler der Düsseldorfer Schule
- Leif Solberg (1914–2016), Organist und Komponist
- Margit Sandemo (1924–2018), schwedisch-norwegische Schriftstellerin
- Alv Gjestvang (1937–2016), Eisschnellläufer
- Einar Steen-Nøkleberg (* 1944), Pianist
- Inger Lise Rypdal (* 1949), Pop-, Rock- und Jazzsängerin und Schauspielerin
- Maj Britt Andersen (* 1956), Musikerin und Schauspielerin
- Ruben Gabrielsen (* 1992), Fußballspieler